# Marie-Gayanay Mikaelian
Marie-Gayanay Mikaelian (Lausanne, Suiza, 3 de marzo de 1984) es una tenista suiza, ganadora de un título de la WTA al vencer en Uzbekistán a la bielorrusa Tatiana Puchek.

## Títulos

### Individuales (1)
| Leyenda (Individual)      |
| Grand Slam (0)            |
| WTA Tour Championship (0) |
| Tier I (0)                |
| Tier II (0)               |
| Tier III (0)              |
| Tier IV (1)               |
| ITF Circuit (1)           |

| No. | Fecha               | Torneo              | Superficie | Oponente en la final | Resultado |
| 1.  | 16 de junio de 2002 | Taskent, Uzbekistán | Dura       | Tatiana Poutchek     | 6–4, 6–4  |

### Finalista (3)
| No. | Fecha                    | Torneo                | Superficie | Oponente en la final | Resultado     |
| 1.  | 5 de agosto de 2001      | Basilea, Suiza        | Arcilla    | Adriana Gerši        | 4–6, 1–6      |
| 2.  | 22 de septiembre de 2002 | Quebec, Canadá        | Dura (i)   | Elena Bovina         | 3–6, 4–6      |
| 3.  | 5 de enero de 2003       | Gold Coast, Australia | Dura       | Nathalie Dechy       | 3–6, 6–3, 3–6 |